# Michałowce (obwód winnicki)
Michałowce (ukr. Михайлівці) – wieś na Ukrainie w rejonie kuryłowieckim należącym do obwodu winnickiego.

## Pałac
- murowany pałac wybudowany w pierwszej połowie XIX w. w stylu klasycystycznym przez Andrzeja Eligiusza Dzierżka[3]. Pałac posiadał portyk z czterema kolumnami podtrzymującymi  trójkątny fronton. Kolejnymi właścicielami była rodzina Sobańskich[4].

## Przypisy

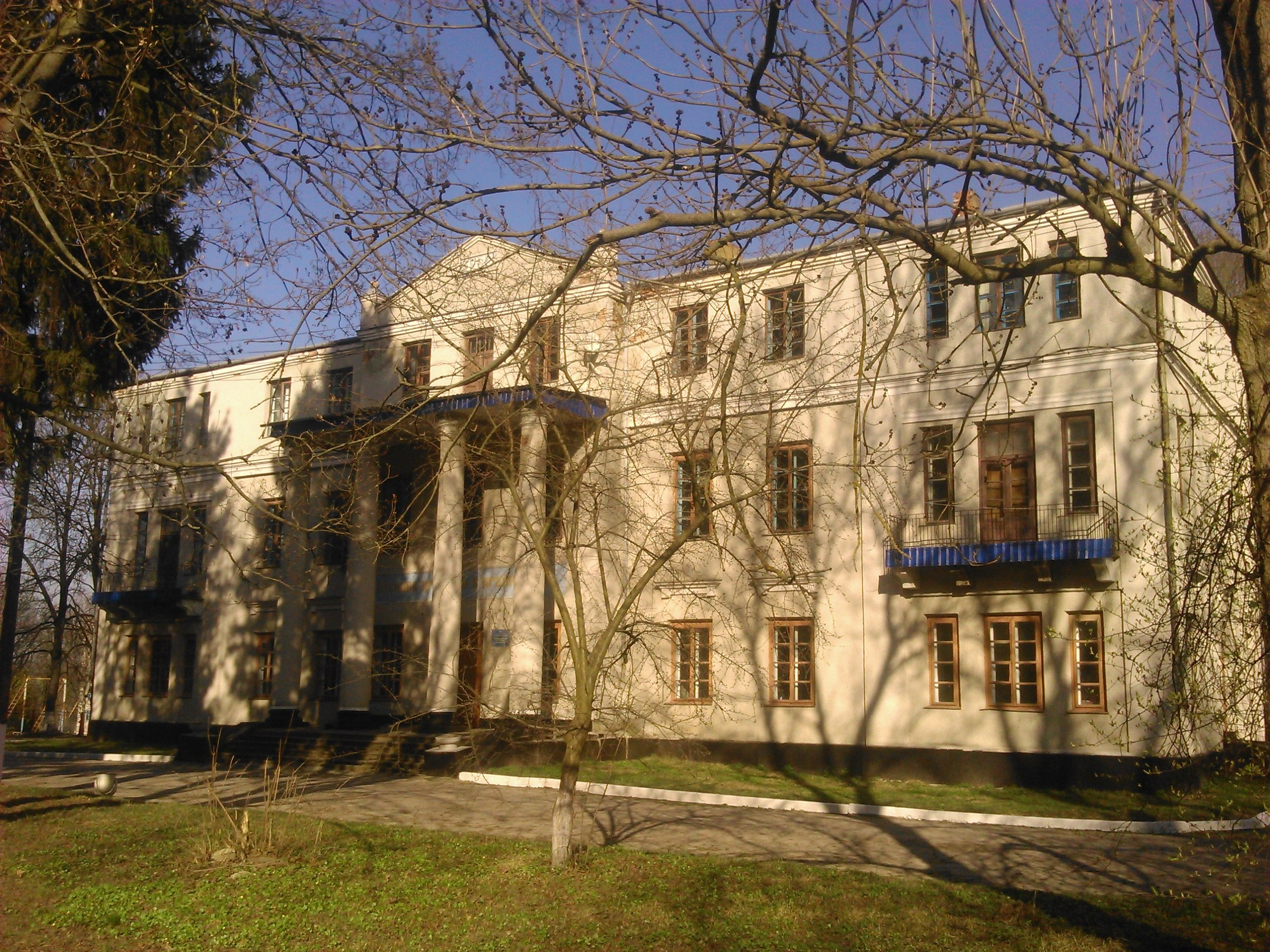
Pałac Sobańskich XIX w.